# 寶貝 (莫文蔚專輯)
《寶貝》（英語：Precious）是香港歌手莫文蔚的第十四張個人專輯，於2010年8月10日發行。同年9月發行香港版，加入3首粵語新歌。次年，莫文蔚憑此專輯於台灣金曲獎第二度獲得最佳國語女歌手獎。

## 曲目列表
| 曲序 | 曲名           | 作曲          | 作詞           | 編曲          | 歌曲監製  | 附註     |
| 01   | 寶貝           | 莫文蔚        | 張亞東、莫文蔚 | Terence Teo   | 張亞東    | 第一主打 |
| 02   | 艾美麗 愛美麗  | 莫文蔚        | 李焯雄         | Mac Chew      | 張亞東    |          |
| 03   | 耳朵要解渴     | 莫文蔚        | 李焯雄         | 李愛          | 張亞東    |          |
| 04   | 洗澡時唱的歌   | 莫文蔚        | 林夕           | 宋陽          | 張亞東    |          |
| 05   | 獨一無二       | 莫文蔚        | 李焯雄         | 孔德歆        | 張亞東    |          |
| 06   | 完美孤獨       | 莫文蔚        | 林夕           | Terence Teo   | 張亞東    |          |
| 07   | 沒有圍牆的世界 | 莫文蔚        | 李焯雄         | 薛峰          | 張亞東    |          |
| 08   | 飲食男女       | 莫文蔚        | 王海濤         | 侯都都        | 張亞東    |          |
| 09   | 執子之手       | 莫文蔚        | 崔恕           | 薛峰          | 張亞東    |          |
| 10   | Goodbye        | 莫文蔚        | 王海濤         | 吳慶隆        | 張亞東    |          |
| 11   | 淘寶(粵)       | Eric Kwok     | 林若寧         | Eric Kwok     | Eric Kwok | 港版曲目 |
| 12   | 太多太多(粵)   | 王梓軒 / 唐達 | 陳詠謙         | 王梓軒 / 唐達 | Eric Kwok | 港版曲目 |
| 13   | 洗澡歌 (粵)    | 莫文蔚        | 林夕           | 宋陽          | 張亞東    | 港版曲目 |

## DVD
1. 寶貝 MV
2. 艾美麗 愛美麗 MV
3. 耳朵要解渴 MV
4. 完美孤獨 MV
5. Goodbye MV
6. 太多太多 (粵) MV（改版）
7. 洗澡歌 (粵) MV（改版）

## 音樂錄像
| 曲目次序 | 歌名          | 首發日期       | 平台    | 連結                        |
| -------- | ------------- | -------------- | ------- | --------------------------- |
| 01       | 寶貝          | 2010年7月15日  | Youtube | 連結 （页面存档备份，存于） |
| 02       | 艾美麗 愛美麗 | 2010年8月6日   | Youtube | 連結                        |
| 03       | 耳朵要解渴    | 2010年8月6日   | Youtube | 連結                        |
| 06       | 完美孤獨      | 2010年8月6日   | Youtube | 連結 （页面存档备份，存于） |
| 10       | Goodbye       | 2010年8月6日   | Youtube | 連結 （页面存档备份，存于） |
| 12       | 太多太多(粵)  | 2010年9月13日  | Youtube | 連結                        |
| 13       | 洗澡歌(粵)    | 2010年10月26日 | Youtube | 連結 （页面存档备份，存于） |

## 宣傳活動
| 日期           | 活動                             | 地點                 |
| -------------- | -------------------------------- | -------------------- |
| 2010年8月10日  | 《寶貝》 亞洲新專輯發表記者會    | 台北西華飯店         |
| 2010年8月21日  | 《寶貝》 唱片行 簽名會           | 台北西門町五大唱片行 |
| 2010年9月21日  | 《寶貝》 香港版新碟發佈会        | 美麗華廣場           |
| 2010年10月27日 | 《洗澡时唱的歌》MV全亚洲首播仪式 | 世貿天階             |
| 2010年12月4日  | 《寶貝》 簽售會                  | 上海麦乐迪KT         |

## 銷售成績
| 榜單                         | 週期          | 最高位 |
| ---------------------------- | ------------- | ------ |
| 台灣 5大唱片5大金榜 - 華語榜 | 2010年 第32週 | 2      |
| 音悅Tai 专辑销量周榜         | 2019年 第26期 | 1      |

## 所獲提名 / 獎項
| - 第22屆金曲獎： - 最佳國語女歌手獎（獲獎） - 最佳國語專輯獎（提名） - 最佳專輯製作人獎 - 張亞東（提名） - 最佳年度歌曲獎 - 完美孤獨（提名） - 最佳作曲人獎 - 莫文蔚 / 完美孤獨（提名） - 最佳作詞人獎 - 李焯雄 / 艾美麗 愛美麗（提名） - 第十一屆音樂風雲榜（港台地區）： - 最佳專輯（提名） - 最佳女歌手（提名） - 最佳製作人 - 張亞東（獲獎） - 第8屆東南勁爆音樂榜 - 勁爆最佳專輯（提名） - 第11屆華語音樂傳媒大獎 - 最佳國語女歌手（提名） - 第五屆精彩聲勢流行音樂榜頒獎典禮 - 二十大金曲（寶貝） - 中華音樂人交流協會：2010年度十大優良專輯 - 臺灣Hit FM電台 - Hit Fm 2010年度10大推薦專輯 - 南方都市報 - 2010 十大華語專輯 - 第6屆KKBOX數位音樂風雲榜 - 編輯室嚴選2010的十大華語必聽專輯 - 騰訊網星光大典 - 年度唱片 - yesasia.com.hk - Yumcha！回望2010 - 十張叫人重拾聽歌趣味的香港主流唱片 | - 中國歌曲排行榜頒獎典禮（2010年港台地區 / 提名）： - 年度最佳專輯 - 年度最佳女歌手 - 年度最佳创作歌手奖 - 年度最佳作词奖 - 林夕 《完美孤独》 - 年度最佳作曲奖 - 莫文蔚 《寶貝》 - 年度最佳編曲奖 - Terence Teo《寶貝》 - 年度最佳製作人（內地） - 張亞東 - 年度金曲 - 寶貝（獲獎） - 第十七屆新加坡金曲獎（提名）： - 最佳專輯 - 最佳專輯製作人 - 張亞東 - 最佳演繹女歌手 - Music Radio中國Top排行榜（2010年度港台地區 / 獲獎）： - 年度金曲 - 寶貝 - 年度最佳專輯獎 - 年度最佳製作人- 張亞東 - 最佳作曲 - 莫文蔚《宝贝》（提名） |  |

## 資料來源
1. ↑  .   [2015-04-10]. （原始内容存档于2019-01-03）.
2. ↑  .   [2015-04-10]. （原始内容存档于2019-01-03）.